# Sal fundida

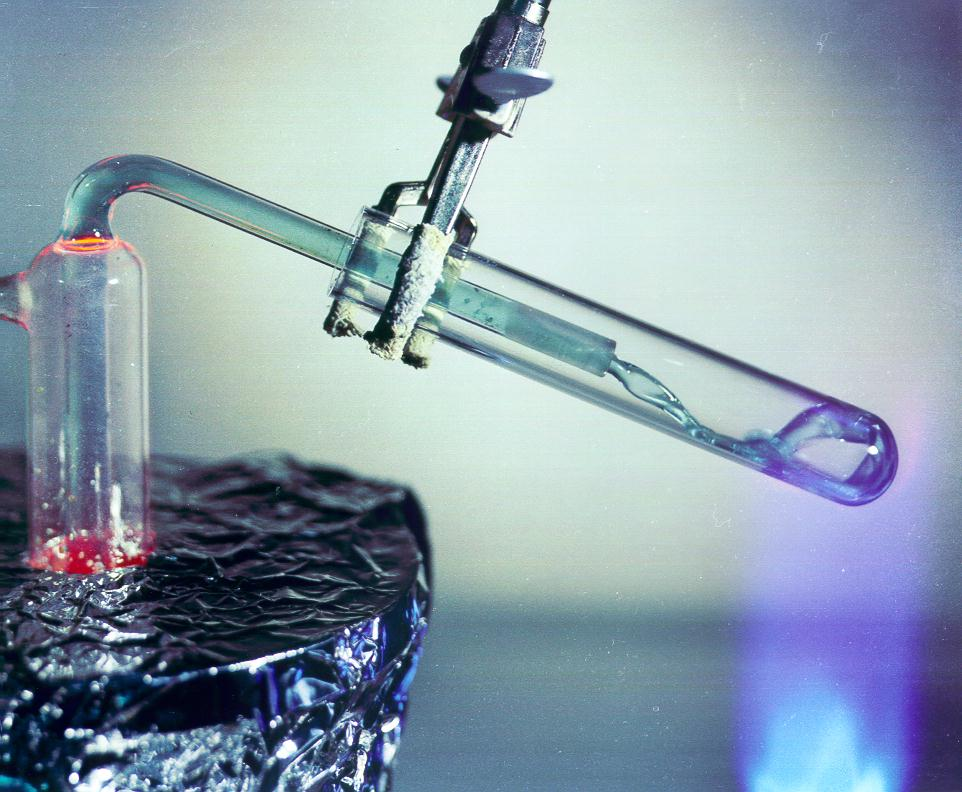
FLiBe fundido (2LiF-BeF_{2})

Una sal fundida es una sal que es sólida a temperatura y presión estándar, pero se ha vuelto líquida debido a una temperatura elevada. La sal de mesa tiene un punto de fusión de 801 °C (1474 °F) y un calor de fusión de 520 J/g.
Una sal que normalmente es líquida a temperatura y presión estándar se la denomina líquido iónico.

## Usos
Las mezclas de sales de cloruro fundidas se usan comúnmente como baños enfriamiento rápido para diversos tratamientos térmicos de aleaciones, como recocido y el templado martensítico del acero. Las mezclas de sales de cianuro y cloruro se utilizan para la modificación de la superficie de las aleaciones, como la carburación y la nitrocarburación del acero.
La criolita (sal de fluoruro) se utiliza como disolvente del óxido de aluminio en la producción de aluminio en el proceso Hall-Héroult.
Las sales de fluoruro, cloruro e hidróxido se pueden utilizar como disolventes en el piroprocesamiento de combustible nuclear.
Las sales fundidas (fluoruro, cloruro y nitrato) se pueden utilizar como fluidos de transferencia de calor, así como para el almacenamiento térmico. Este almacenamiento térmico se usa comúnmente en plantas de energía solar concentrada.
Una sal termal de uso común es la mezcla eutéctica de 60% de nitrato de sodio y 40% de nitrato de potasio, que se puede usar como líquido entre 260-550 °C Tiene un calor de fusión de 161 J/g, y una capacidad calorífica de 1,53 J/(g K).
Se pueden formar sales experimentales usando litio con un punto de fusión de 116 °C con una capacidad calorífica de 1,54 J/(g K).
Los reactores de sales fundidas son reactores nucleares que utiliza sales fundidas como refrigerante o disolvente.

## Sales fundidas a temperatura ambiente
Las sales fundidas a temperatura ambiente (también conocidas como líquidos iónicos) están presentes en la fase líquida en condiciones estándar de temperatura y presión. Los ejemplos de tales sales incluyen la mezcla de bromuro de N-etilpiridinio y cloruro de aluminio, descubierta en 1951 y el nitrato de etilamonio descubierto por Paul Walden  Otros líquidos iónicos aprovechan los cationes de amonio cuaternario asimétricos, como los iones de imidazolio alquilados, y los aniones ramificados grandes, como el ion de bistriflimida.